# 関秀人
関 秀人（せき ひでと、1961年7月4日 - ）は、日本の劇作家、演出家、俳優。元劇団立身出世劇場の座長。大阪府豊中市出身。龍谷大学文学部卒業。ライターズカンパニー田畑冨久子事務所所属。

## 略歴
大学時代に始めたアクションショーのアルバイトをきっかけに、劇団“演劇群・翔”に入団。
同劇団を退団後、1987年、阪本武雄と共に、劇団立身出世劇場を結成。
2004年の劇団解散まで同劇団で46本の舞台に出演し、多くの公演で作・演出も手がける。
劇団解散の1年後、東京に移住。東京と大阪を行き来しながら、舞台、テレビ等で活動中。

## 出演

### テレビドラマ
- 連続テレビ小説（NHK）
  - 甘辛しゃん（1997 - 1998年） - 山田先生 役
  - あすか（1999年） - 一色斎新月 役
  - オードリー（2000年）
  - わかば（2004年） - 佐伯亮 役
  - ウェルかめ（2009年） - 小林新二 役
  - 梅ちゃん先生（2012年） - 警官
  - あさが来た（2015年） -  七宮医師 役
  - わろてんか（2018年） - 医師
  - カムカムエヴリバディ（2021年） - 林善郎 役
  - おむすび（2025年） - 堀内栄治 役
- 暴れん坊将軍X 第5話「埋蔵金に踊らされた夫婦！甲府勤めの甘い罠」（2000年、ANB / 東映） - 古谷栄介 役
- ドラマ愛の詩 新・ズッコケ三人組（2002年、NHK大阪放送局） - 佐陀川 役
- ドラマ30 ドレミソラ（2002年7月 - 9月、毎日放送） - 森恒彦 役
- 京都地検の女 第3シリーズ第3話（テレビ朝日・東映） - 畑中静雄 役
- 科捜研の女（テレビ朝日・東映）
  - season7 第3話（2006年） - 山寺 役
  - season12 第1話（2013年） - 芦田直人 役
  - season13 第1話（2013年） - 梁瀬幹夫 役
  - スペシャル10（2017年10月15日） - ナスダ工業社員
  - season18 第6話（2018年） - 田中寿和 役
  - season19 第17話・第18話（2019年） - 石渡省吾 役
- 遺留捜査（テレビ朝日・東映）
  - 第6シリーズ 第2話（2021年） - 尾崎孝一 役
  - 第7シリーズ 第1話（2022年） - 菅沼賢一 役
- NHKスペシャル 南海トラフ巨大地震（2023年3月4日、NHK総合） - 保科会長

### 舞台
- 音楽劇 アルトゥロ・ウイの興隆（2020年1月11日-2月2日、神奈川芸術劇場）
- STAR☆JACKS & Cheeky☆Queens Special Act 2024「天保十二年のシェイクスピア」（2024年8月23日 - 26日、近鉄アート館）[1]

### ラジオドラマ
- FMシアター「翔べない豚さん」（2002年2月9日、NHK-FM）